# Herbert Dentler
Herbert Dentler (* 24. November 1924 in Würzburg; † 10. Juni 1991) war ein deutscher Sänger und Komponist.

## Karriere
Herbert Dentler war in den 1950er-Jahren zunächst neben Ulrich Rose und Paul Rumpen Mitglied des Gesangstrios Die Penny-Pipers. 1953 entdeckte Paul Rumpen Margret Fürer und überredete sie zur Teilnahme, so dass aus dem Trio ein Quartett wurde. Daneben trat Margret Fürer aber auch weiterhin alleine und mit anderen Gesangspartnern auf. Durch diese personelle Erweiterung gelang es der Gruppe auch in Radio und Fernsehen Fuß zu fassen. Daneben fungierten sie bei Schallplatten-Aufnahmen anderer Künstler, wie beispielsweise Angèle Durand, Bibi Johns, Eddie Constantine oder Wolfgang Sauer als Begleitchor. Während sie zu Beginn ihrer Karriere eher kabarettistische Lieder sangen, wandelte sich ihr Repertoire im Laufe der Zeit eher in Richtung Schlager und Stimmungslieder.
In den 1960er-Jahren gründete Herbert Dentler dann das Dentler-Terzett, wo teilweise ebenfalls Margret Fürer mitsang. Danach startete Herbert Dentler eine Solokarriere im Bereich der Stimmungsmusik, womit er auch im Karneval erfolgreich war.

## Erfolgstitel als Solist (Auswahl)
- Auf die Bäume ihr Affen (der Wald wird gefegt)[2]
- Laß knacken Amigo[2]
- Dienst ist Dienst[2]
- Ham’ wir erst mal die Rente durch[2]
- Die Rheinpartie[2]
- Wenn’s vorne juckt und hinten beißt [2]
- Wer hat Karlheinz das Toupé geklaut[2]
- En Schöpp un en Hack[2]